# Koreanosaurus
Koreanosaurus (лат., буквально «ящер из Кореи») — род травоядных динозавров из инфраотряда орнитопод, живших в верхнемеловой эпохе (сантонский — кампанский века, 86,3—72,1 млн лет назад) на территории Южной Кореи. Типовой и единственный вид — Koreanosaurus boseongensis.
Три окаменелых скелета Koreanosaurus были найдены в мае 2003 года на территории Seonso Conglomerate южного побережья Корейского полуострова: голотип KDRC-BB2, состоящий из частичного скелета без черепа, и паратипы KDRC-BB1 и KDRC-BB2. Типовой вид был назван и описан в диссертации Lee Dae-Gil в 2008 году, название было установлено как nomen ex dissertatione, в результате более поздних исследований Min Huh, Dae-Gil Lee, Jung-Kyun Kim, Jong-Deock Lim и Pascal Godefroit в 2011 году был отнесен к валидным видам.
До этого неофициально то же название Koreanosaurus носил динозавр вида Deinonychus koreanensis из отряда ящеротазовых.